# Teoria de les restriccions
La teoria de les restriccions (TOC, Theory Of Constraints en anglès) va ésser desenvolupada pel Dr. Eliyahu M. Goldratt i Jeff Cox al seu llibre La Meta, (en anglès The Goal) l'any 1984.
En aquest llibre, de 337 pàgines es desenvolupa aquesta teoria a través d'una novel·la. L'acció transcórrer al voltant d'Àlex Rogo, gerent d'una planta de fabricació amb problemes d'eficiència. El protagonista només té 3 mesos per fer la seua planta més competitiva. A poc a poc, van implementant a la seua línia de fabricació els conceptes de la Teoria de les Restriccions, aconseguint una major eficiència de la fàbrica. Així l'empresa arriba al fins a la seua Meta (Goal en anglès) que no és altra que guanyar diners.

## La Teoria de les Restriccions
La Teoria de les Restriccions és un procés de millora contínua que, encara que en principi es va desenvolupar per als entorns productius, també pot aprofitar-se per millorar altres processos dins l'empresa, com ara el desenvolupament de projectes. Precisament el mateix Dr. Eliyahu M. Goldratt, al seu llibre Cadena Crítica, implementa la Teoria de les Restriccions al desenvolupament de projectes d'Enginyeria. Aquest llibre, de l'any 2001, també està escrit com una novel·la, en la qual els protagonistes, en aquest cas els professors d'un màster d'una prestigiosa escola de negocis es troben amb poc de futur, ja que cada vegada tenen menys alumnes perquè el que ensenyen cada vegada és menys útil per a les empreses.
La teoria està basada en 5 punts bàsics:
1. Identificar les restriccions del sistema.
2. Decidir com explotar les restriccions.
3. Subordinar tot a la decisió anterior.
4. Elevar les restriccions del sistema.
5. Tornar al punt 1.

## Aplicabilitat
La teoria de les restriccions pot ésser aplicada a tots aquells processos que estiguin compostos per una seqüència d'activitats, com ara per exemple:
1. Fabricació en sèrie.
2. Projectes de desenvolupament de productes.
3. Construcció de qualsevol tipus.
4. Millora de la qualitat.